# Georges Brassens, la Marguerite et le Chrysanthème
Georges Brassens, la Marguerite et le Chrysanthème est un récit biographique du journaliste français Pierre Berruer, paru en 1981 et retraçant le parcours du chanteur Georges Brassens.

## Présentation
« Il n'y a plus de marguerites ; simplement des chrysanthèmes » constate Pierre Berruer ce samedi 31 octobre 1981 où Georges Brassens vient de s'éteindre. Cette marguerite qu'il aimait tant et dont il a fait le titre d'une de ses chansons en 1962 (sur l'album Les Trompettes de la renommée), fleur de la liberté « qui pousse, anarchique, dans les champs, un peu sauvage mais qui se laisse apprivoiser par les amoureux », celle aussi qui « tombe du bréviaire de l'abbé » ou qu'il se « refuse d'effeuiller dans le pot-au-feu ».
Pierre Berruer retrace d'abord la vie de Brassens, du jeune Sétois fils d'un maçon et d'une italienne très pieuse qui, victime d'une « mauvaise réputation » s'installe chez sa tante à Paris où il fait la connaissance de Jeanne Le Bonniec. Il s'installe avec elle dans la petite maison de l'impasse Florimont, « dans un coin pourri du pauvre Paris » comme il l'écrira plus tard.
Ce n'est qu'en 1952 après sa rencontre avec Patachou que la vie de l'homme et du chanteur se rejoignent et que finit le temps de « la vache enragée ». Il sera alors successivement Grand prix du disque de l'académie Charles-Cros et prix de poésie de l'Académie française.
Malgré tous ces honneurs, il n'a jamais varié, il reste celui qui a puisé dans l'anarchie la revendication viscérale de la liberté, sa haine de toute forme de domination et de la guerre. Il meurt d'un cancer à l'âge de 60 ans et ce livre, auquel participent certains de ses proches comme  Éric Battista, Pierre Onténiente, Roger Thérond et les écrivains René Fallet et Jean-Pierre Chabrol, est aussi un hommage à l'occasion du vingtième anniversaire de sa disparition.